# 'Abdu Llâh Ibn Muhammad Al Ma'âfirî
 (janvier 2018).
Al Imâm 'Abdu Llâh Ibn Muhammad Al Ma'âfirî Al Ishbilî (عبد الله ابن محمد المعافري الإشبلي) est un juriste et un théologien de la ville de Séville du XIe siècle.

## Biographie
'Abdu Llâh Ibn Muhammad Al Ma'âfirî figure parmi les jurisconsultes renommés à Al-Andalus et il est dignitaire du pouvoir abbadite. Il est le père de Abu Bakr Ibn al-Arabi, grand Cadi de Séville, à qui il dispense son enseignement et avec lequel il entreprend un pèlerinage à La Mecque.